# Acalypha marissima
Acalypha marissima är en törelväxtart som beskrevs av Michael George Gilbert. Acalypha marissima ingår i släktet akalyfor, och familjen törelväxter. Inga underarter finns listade i Catalogue of Life.